# Vic Wild
Victor Ivan Wild, detto Vic (in russo Виктор Айван Уайлд?; White Salmon, 23 agosto 1986), è uno snowboarder statunitense naturalizzato russo, campione olimpico di slalom gigante parallelo e di slalom parallelo ai Giochi di Soči 2014.

## Biografia
Specialista di slalom parallelo e gigante parallelo, ha esordito in Coppa del Mondo di snowboard il 5 marzo 2004 a Mount Bachelor, negli Stati Uniti. Dopo il matrimonio con la snowboarder russa Alëna Zavarzina, nel 2012 ha ottenuto la cittadinanza russa. Nel 2013 è stato nominato direttore strategico della fabbrica di orologi Raketa.

## Palmarès

### Olimpiadi
- 3 medaglie:
  - 2 ori (slalom gigante parallelo e slalom parallelo a Soči 2014)
  - 1 bronzo (slalom gigante parallelo a Pechino 2022)

### Mondiali
- 1 medaglia:
  - 1 bronzo (slalom gigante parallelo a Stoneham 2013)

### Coppa del Mondo
- Miglior piazzamento nella Coppa del Mondo di parallelo: 4° nel 2014
- Miglior piazzamento nella Coppa del Mondo di slalom gigante parallelo: 6° nel 2015
- Miglior piazzamento nella Coppa del Mondo di slalom parallelo: 6° nel 2014
- 6 podi:
  - 2 vittorie
  - 1 secondo posto
  - 3 terzi posti

#### Coppa del Mondo - vittorie
| Data            | Luogo       | Paese    | Disciplina |
| --------------- | ----------- | -------- | ---------- |
| 12 gennaio 2014 | Bad Gastein | Austria  | PSL        |
| 31 gennaio 2015 | Rogla       | Slovenia | PGS        |

Legenda:

PGS = Slalom gigante parallelo

PSL = Slalom parallelo